# Peltonotus similis
Peltonotus similis är en skalbaggsart som beskrevs av Gilbert John Arrow 1931. Peltonotus similis ingår i släktet Peltonotus och familjen Dynastidae. Inga underarter finns listade i Catalogue of Life.